# Спеціальна моніторингова місія ОБСЄ в Україні

Мапа членів ОБСЄ залучених у спостережній місії в Україні
57 країн-учасниць ОБСЄ
AUT
AZE
ALB
AND
BEL
BLR
BGR
BIH
GBR
ARM
GRC
GEO
DNK
EST
IRL
ISL
ESP
ITA
KAZ
CAN
KGZ
CYP
LVA
LTU
LIE
LUX
MKD
MLT
MDA
MCO
MNG
NLD
DEU
NOR
POL
PRT
RUS
ROU
SMR
Святий Престол
SRB
SVK
SVN
USA
TJK
TUR
TKM
HUN
UZB
UKR
FIN
FRA
HRV
CZE
MNE
CHE
SWE
11 країн-партнерів ОБСЄ
AUS
DZA
AFG
EGY
JOR
ISR
MAR
KOR
THA
JPN
TUN

Спеціальна моніторингова місія ОБСЄ в Україні (СММУ, англ. Special Monitoring Mission OSCE to Ukraine, SMMU) — місія неозброєних цивільних спостерігачів ОБСЄ, яка тимчасово[прояснити] проводить моніторинг та звітує про ситуацію з дотримання прав людини та гуманітарну ситуацію як у зоні конфлікту на Донбасі, так і по всій території України.
СММУ утворена 21 березня 2014 року на запит уряду України до ОБСЄ та на підставі консенсусного рішення 57 країн-учасниць ОБСЄ, у складі 100 осіб строком на 6 місяців. Влітку 2014 року, після загострення конфліктів, чисельність СММ в Україні було збільшено до 500 осіб, а мандат продовжений до 31 березня 2016 року. Мандат місії продовжувався кожного року, останній річний період — з 1 квітня 2021 року по 31 березня 2022 року. Після російського вторгнення в Україну, мандат СММ ОБСЄ не продовжили через позицію Російської Федерації. На той час СММ була найбільшою місією в ОБСЄ, персонал налічував 1 291 особу (814 міжнародних та 447 місцевих співробітників).
За час своєї роботи місія багаторазово фіксувала на Донбасі зразки військової техніки, що перебуває на озброєнні ЗС Росії, але не перебуває на озброєнні ЗСУ — у тому числі зразки сучасної військової техніки, які не мають аналогів у світі: ТОС-1 «Буратіно», Р-330Ж «Житель», БПЛА «Орлан-10», РБ-341В «Леєр-3», 1Л269 «Красуха-2», РБ-109A «Биліна», комплекс РЕБ з БПЛА «Репелент-1», комплекс РЕР «Торн», комплекс РЕБ «Тірада-2», Р-934Б «Синиця», РБ-636АМ2 «Свєт-КУ», УР-07 «Пересортировка» тощо. Також місія неодноразово виявляла колони критих вантажівок, що перетинають російсько-український кордон ночами далеко від пунктів пропуску.
СММУ утворена, оскільки мир і стабільність в Україні опинилися під загрозою.

## Мета створення місії
Метою роботи СММ — є збір інформації, спостереження, встановлення фактів і звітування про ситуацію з безпекою по всій Україні. До повноважень СММ не входить робити висновки або проводити будь-які розслідування. СММ спілкується з різними суспільними групами, зокрема представниками влади усіх рівнів, громадянського суспільства, етнічних і релігійних груп і місцевих громад.

## Діяльність місії
Згідно з штатним розписом місією створено 10 структурних регіонально відокремлених підрозділів: Головний офіс та спостережні групи у 9 обласних центрах, загальною чисельністю працівників — 100 осіб з понад 40 країнами-учасницями організації (у тому числі українські та російські представники). Результати моніторингу місії майже щоденно висвітлюються на офіційному вебпорталі ОБСЄ трьома мовами (українською, російською та англійською) та є ключовими в ухваленні рішень Ради Європи і ООН. Мандат місії поширено на всю територію України в межах міжнародно-визнаних кордонів, однак на практиці її діяльність в Автономній Республіці Крим та частинах Донецької і Луганської областей на необґрунтованих підставах в односторонньому порядку блоковано керівництвом Російської Федерації.
У червні 2014 року, бойовики російської Козачої національної гвардії захопили та утримували в полоні спостерігачів ОБСЄ. Станом на 25 червня у казаків у полоні перебувало ще 15 спостерігачів.
У вересні 2015 року, місія ОБСЄ сповістила, що зв'язок з її безпілотним літальним апаратом був втрачений неподалік села Сонцеве, що контролювалося бойовиками. Бойовики не пустили співробітників місії на територію, де був втрачений безпілотник У травні 2017 року пошуковець Askai встановив, що до збиття безпілотника Schiebel Camcopter S-100 був причетний кадровий офіцер 90-ї зенітної бригади протиповітряних військ РФ капітан Михайло Ус (рос. Михаил Ус).Він з бойовиками фотографувався на фоні збитого безпілотника.
Улітку того ж року внаслідок трансформації окремих терористичних актів у системні та масові бойові дії зі застосуванням військової техніки, мандат Спеціальної моніторингової місії ОБСЄ в Україні був продовжений до 31 березня 2016 року, а чисельність збільшена до 500 осіб, з яких близько 350 спостерігачів направлено до епіцентру глобального конфлікту — до Донецької та Луганської областей.
Загалом, діяльність місії зазнавала і зазнає критики з боку України та сепаратистів.
26 березня 2016 року, голова СММ ОБСЄ заявив, що спеціальна моніторингова місія ОБСЄ із самого початку своєї роботи на Донбасі фіксувала факти, які свідчать про участь російської армії в конфлікті на сході України, зокрема бронетехніку, засоби РЕБ та військовослужбовців.
Місія ОБСЄ, попри постійні перепони з російського боку, зафіксувала випадки перекидання військових та зброї з Росії на окуповану територію Донбасу у вересні та жовтні 2016 року.
Станом на листопад 2016 року, Спеціальна моніторингова місія ОБСЄ в умовах обмеженого доступу до зони конфлікту на Донбасі за 2,5 роки офіційно нарахувала понад два десятки машин, позначених написом «вантаж 200», які вивозили зі сходу України в Росію загиблих росіян.
Представник США в ОБСЄ заявив, що тільки на двох пунктах пропуску на кордоні між Україною і Росією ОБСЄ налічила понад 30 тисяч осіб в одностроях військового зразка, які перетинали цей кордон.
7 серпня 2018 року, БПЛА СММ ОБСЄ зафіксував колони вантажівок, які вночі ночі в'їжджали до України з РФ та поверталися назад ґрунтовою дорогою в районі, де немає прикордонно-пропускних споруд На думку Курта Волкера Росія таким чином навмисно продовжує конфлікт та підтримує бойові дії на сході України.
27 жовтня 2018 року, вночі (01:18), під час польоту поблизу окупованого селища Калинове безпілотник зафіксував ЗРК «Оса» (9 К33 «Оса») та паливну цистерну на сході від окупованого Нижньокринського. Далі БПЛА направили на північ, до Саурівки. О 01:36 він зафіксував конвой із семи вантажівок на ґрунтовій дорозі біля кордону з РФ, де відсутні пункти пропуску. Задля подальшого спостереження за конвоєм апарат скерували на південь. О 01:53 зв'язок з БПЛА було втрачено. Упродовж орієнтовно 35 хвилин до втрати зв'язку з безпілотником у районах поблизу Саурівки та Нижньокринського з певною періодичністю відзначалися перешкоди, за оцінкою, унаслідок глушіння. БПЛА не повернувся до наземного пункту управління, розташованого біля н. п. Степанівка (підконтрольний Україні, 54 км на північ від Донецька), та вважається втраченим.
2 вересня 2021 року, під час засідання Постійної ради ОБСЄ, Росія оголосила, що після 30 вересня 2021 року не продовжуватиме мандат для місії спостерігачів ОБСЄ на російських пунктах пропуску через державний кордон "Гуково" і "Донецьк".
17 жовтня 2021 року, згідно повідомлення агентства Reuters, Організація з безпеки і співробітництва в Європі призупинила свою місію з моніторингу на Донбасі з міркувань безпеки. Блокування спостерігачів місії в окупованому Донецьку продовжилося і в наступні дні, про це було повідомлено у щоденному звіті №245/2021 "Спеціальної моніторингової місії ОБСЄ від 19 жовтня 2021 року", яке завершилося 23 жовтня 2021 року в зв'язку з нововведеними карантинними обмеженнями.

## Склад місії

### 2015
Склад на 17 червня 2015 року
- Іноземні спостерігачі — 483;
- Інші іноземні працівники — 60;
- Українці — 228;

Спостерігачі місії
- Австрія — 14;
- Албанія — 2;
- Білорусь — 1;
- Болгарія — 9;
- Боснія і Герцеговина — 11;
- Вірменія — 2;
- Греція — 10;
- Грузія — 4;
- Данія — 13;
- Естонія — 7;
- Ірландія — 8;
- Іспанія — 11;
- Італія — 20;
- Казахстан — 3;
- Канада — 16;
- Киргизстан — 8;
- Латвія — 8;
- Литва — 2;
- колишня Югославська Республіка Македонія — 8;
- Молдова — 14;
- Нідерланди — 6;
- Німеччина — 20;
- Норвегія — 8;
- Об'єднане Королівство — 18;
- Польща — 25;
- Португалія — 5;
- Російська Федерація — 25;
- Румунія — 23;
- Сербія — 6;
- Словаччина — 6;
- Сполучені Штати Америки — 50;
- Таджикистан — 1;
- Туреччина — 10;
- Угорщина — 22;
- Фінляндія — 25;
- Франція — 8;
- Хорватія — 12;
- Чехія — 16;
- Чорногорія — 1;
- Швейцарія — 10;
- Швеція — 15;

Загалом: 483.

### 2017
Станом на листопад 2017 року, за повідомленням першого заступника голови місії Александра Хуга, 40 країн направляють спостерігачів до місії ОБСЄ в Україні. 50-60 % спостерігачів походить з країн ЄС. Найбільший контингент спостерігачів з однієї країни — це контингент США, який загалом становить  — 66 представників. Росія на листопад 2017 року має контингент чисельністю 39 спостерігачів в місії.

### Голова
- ? — 2019;
- 2019 — Посол Яшар Халіт Чевік (Yaşar Halit Çevik)

### Заступники голови
- 2014—2016 Марк Етерінґтон (Mark Etherington);
- Антьє Ґраве (Antje Grawe);
- Олександр Гуґ (Alexander Hug).

### Заступник керівника патрульного центру в Сєвєродонецьку
- 2019 — Діяна Манойловіч (Dijana Manojlovic)[40]